# Daffy Duck: The Marvin Missions
Daffy Duck: The Marvin Missions är ett actionspel utvecklat till SNES och Game Boy. Game Boy-versionen är känd som Daffy Duck, i Japan som Looney Tunes Series: Daffy Duck (ルーニー・テューンズシリーズ ダフィー・ダック?).
Spelets utspelar sig under 2300-talet, och huvudfigur är Duck Dodgers Daffy Anka. Spelet är baserat på Chuck Joness Looney Tunes, och Daffy Ankas kamp mot Mars-Marvin. Då Daffy Anka träffas uttycker han flera fraser från 1950-talets serie, som Mother och You're despicable, med röst inläst av Greg Burson.
Spelet gick under arbetsnamnet Duck Rogers in the 24th Century.

### Fotnoter
1. ↑  Daffy Duck: The Marvin Missions SNES-kompositörsinformation på SNES Music.org
2. ↑  Game Boy, kompositörsinformation på Portable Music History
3. ↑  Daffy Duck: The Marvin Missions Game Boy release information Arkiverad 4 november 2011 hämtat från the Wayback Machine. på GameFAQs
4. ↑  Daffy Duck: The Marvin Missions SNES release information Arkiverad 15 juni 2012 hämtat från the Wayback Machine. på GameFAQs
5. ↑  Daffy Duck: The Marvin Missions credits information på Mobygames
6. ↑  Working title of Daffy Duck: The Marvin Missions på SNES Central